# Duguetia bahiensis
Duguetia bahiensis là loài thực vật có hoa thuộc họ Na. Loài này được Maas mô tả khoa học đầu tiên năm 1993.

## Hình ảnh

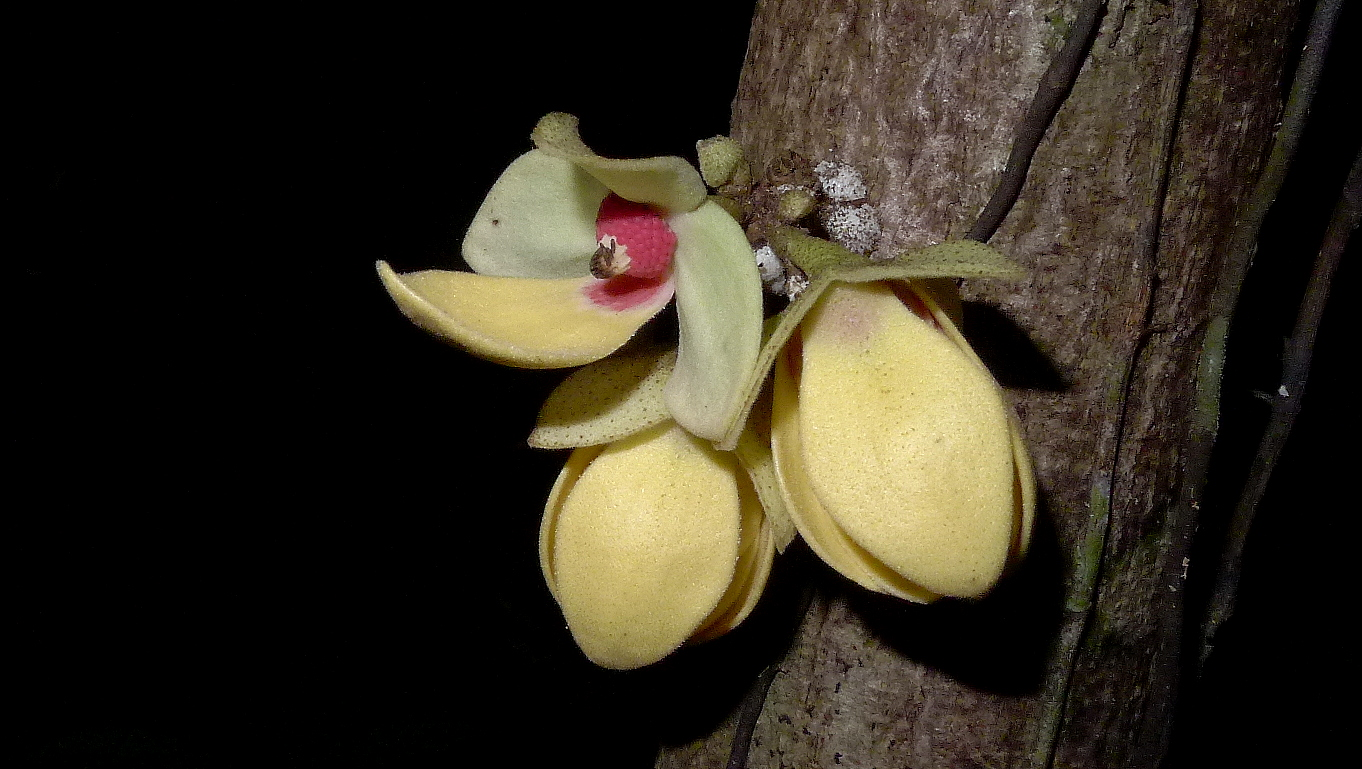
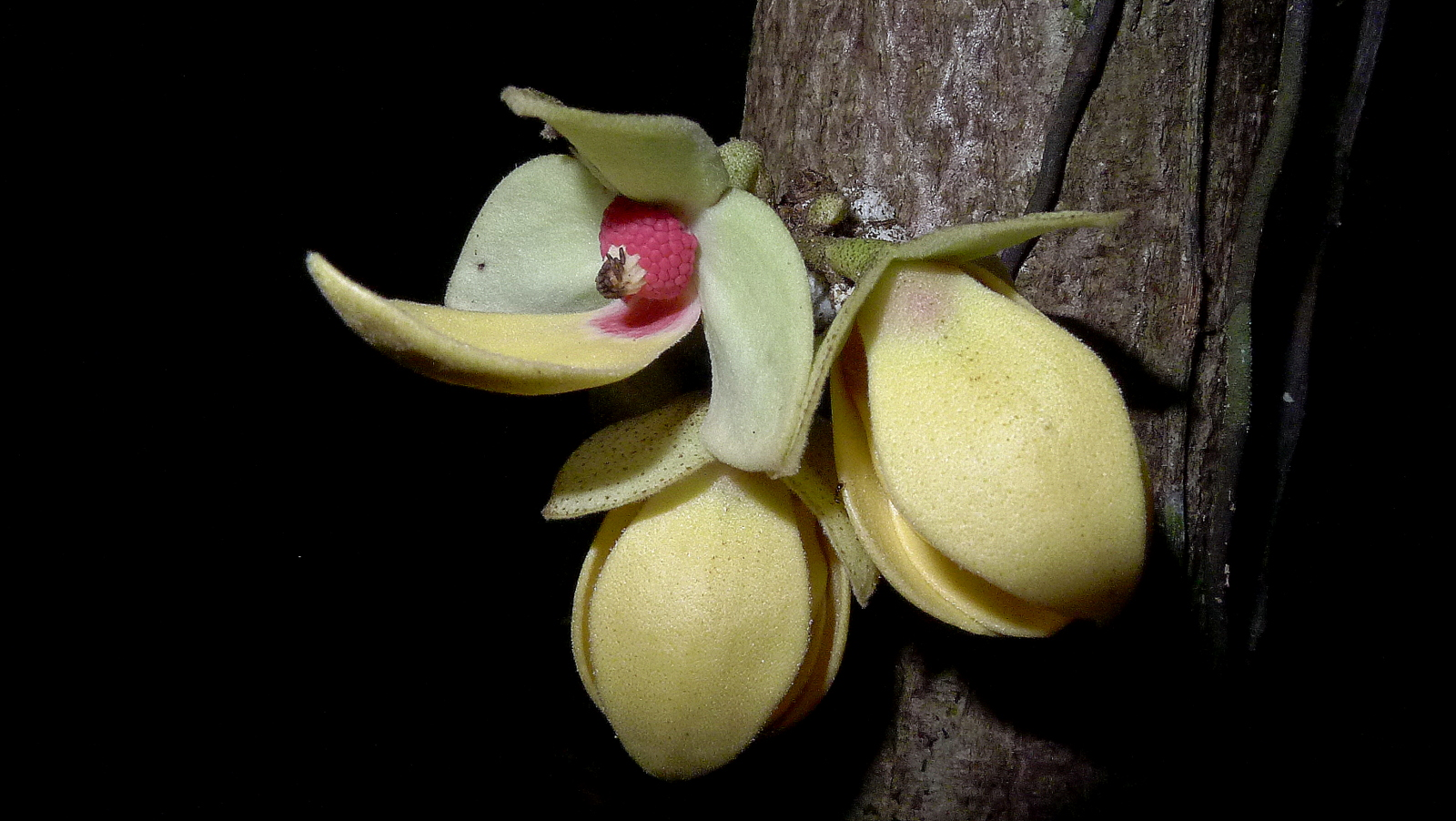
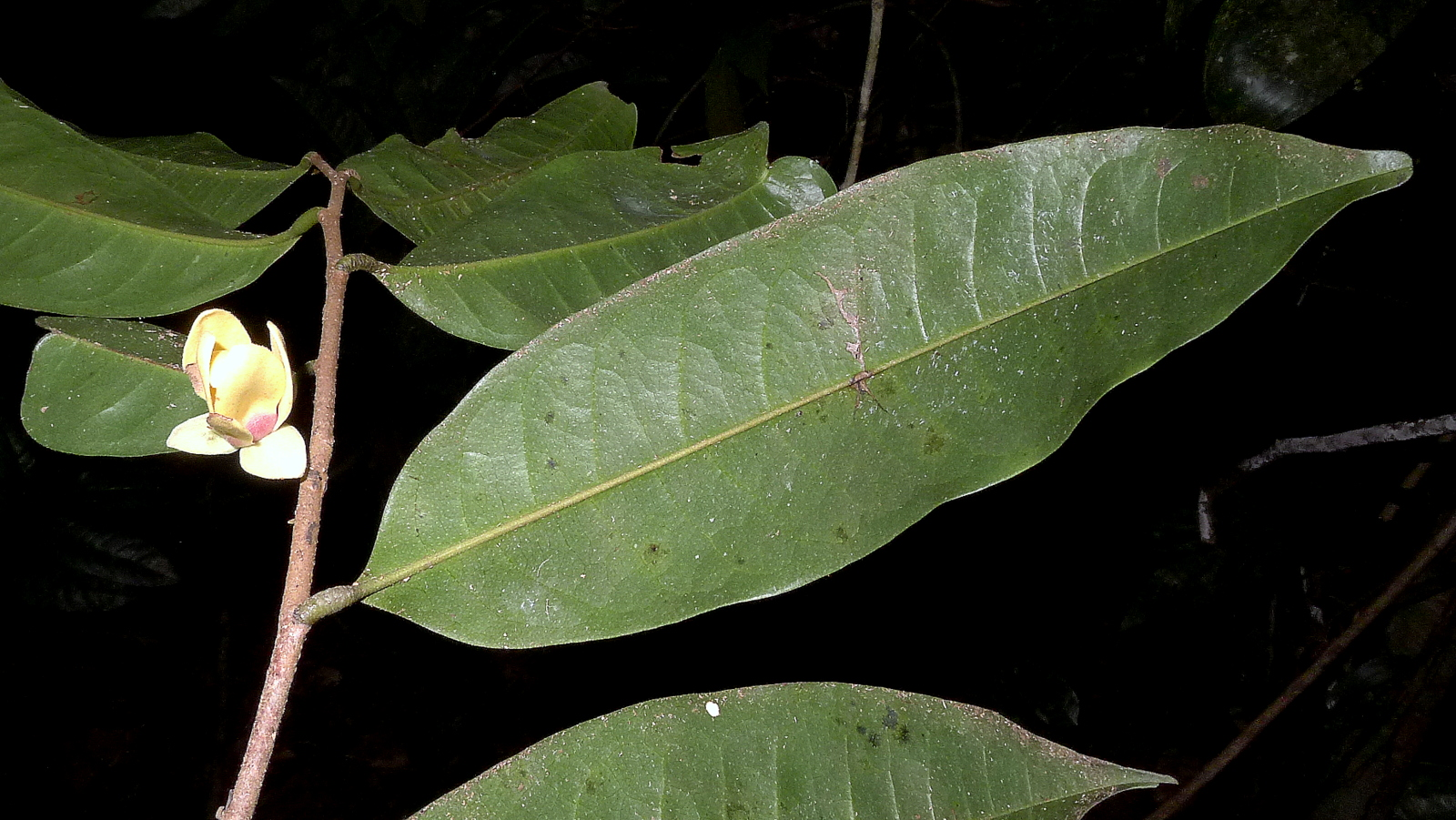
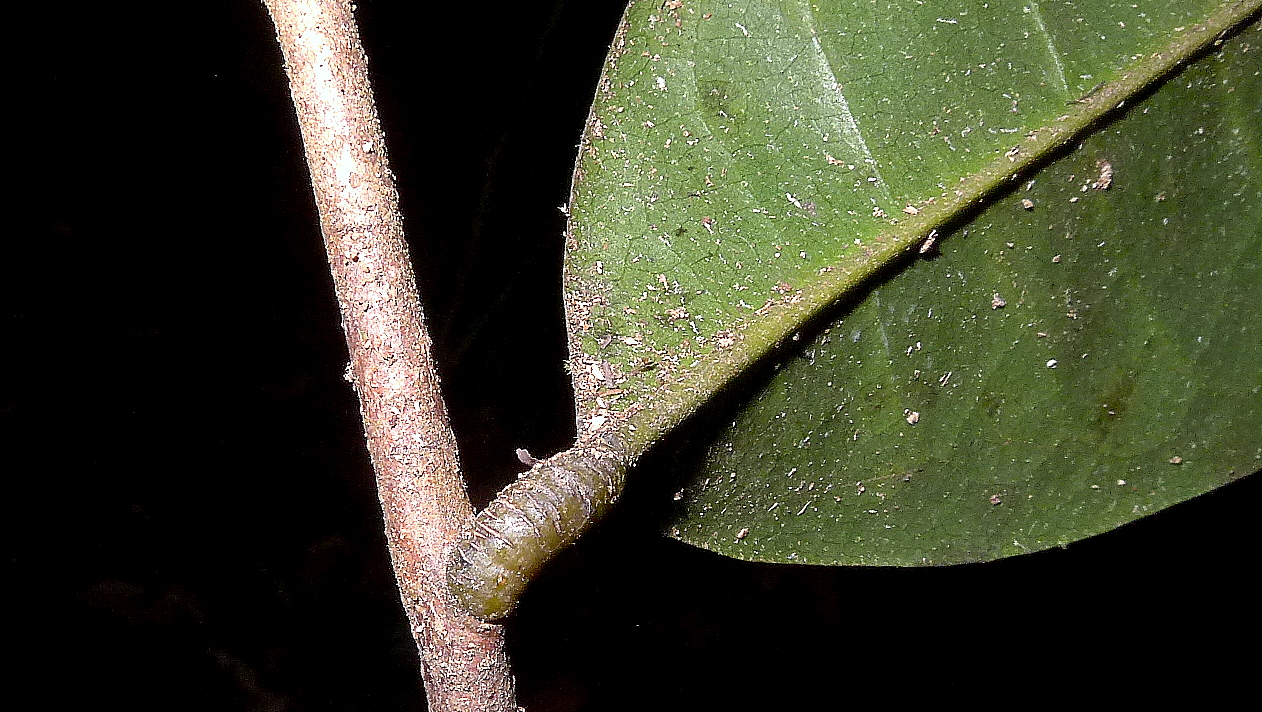